# Асимов Мухамед Сайфітдінович
Мухамед Сайфітдінович Асимов (1 вересня 1920, місто Ходжент, тепер місто Худжанд, Таджикистан — вбитий 29 липня 1996, місто Душанбе, Таджикистан) — таджицький радянський науковець, філософ, культуролог, сходознавець, спеціаліст з онтології та гносеології, президент Академії наук Таджицької РСР. Кандидат філософських наук (1955), доктор філософських наук (1970), професор (1972), дійсний член Академії наук Таджицької РСР (із секції філософії) (з 26 травня 1965 року), член-кореспондент Академії наук СРСР (з 26 листопада 1974 року). Почесний академік Академії наук Республіки Афганістан. Член ЦК КП Таджикистану. Депутат Верховної ради Таджицької РСР. Депутат Верховної Ради СРСР 7—11-го скликань.

## Життєпис
У 1941 році закінчив фізико-математичний факультет Узбецького державного університету імені Алішера Навої в місті Самарканді Узбецької РСР.
У 1941—1946 роках — у Червоній армії, учасник німецько-радянської війни.
Член ВКП(б) з 1945 року.
У 1946—1952 роках — старший викладач, завідувач кафедри, заступник директора Ленінабадського державного педагогічного інституту Таджицької РСР із навчальної та наукової роботи.
У 1952—1955 роках — слухач Академії суспільних наук при ЦК КПРС у Москві.
У 1956—1962 роках — ректор Сталінабадського (з 1961 року — Душанбинського) державного політехнічного інституту Таджицької РСР.
У 1962 році — міністр народної освіти Таджицької РСР.
21 грудня 1962 — 14 липня 1965 року — секретар ЦК КП Таджикистану. Одночасно в грудні 1962 — 9 серпня 1965 року — голова Комітету партійно-державного контролю ЦК КП Таджикистану та Ради міністрів Таджицької РСР, заступник голови Ради міністрів Таджицької РСР.
26 травня 1965 — 6 травня 1988 року — президент Академії наук Таджицької РСР. Одночасно, головний редактор Таджицької радянської енциклопедії.
Працював професором кафедри філософії Таджицького державного педагогічного університету в місті Душанбе. Одночасно з 1989 по 1996 рік був головою Таджицького Товариства дружби та культурних зв'язків із закордонними співвітчизниками «Пайванд» (на громадських засадах).
27 липня 1996 року був смертельно поранений невідомими дорогою на роботу в місті Душанбе. Похований на цвинтарі «Лучоб» у Душанбе.
У 1997 році згідно з постановою Ради міністрів Республіки Таджикистан, Таджицькому технічному університету було присвоєно його ім'я.

## Основні публікації
- Видатний твір марксистської філософії (Про працю В. І. Леніна «Матеріалізм і емпіріокритицизм»). Сталінабад, 1960
- Матерія і фізичний образ Всесвіту. Душанбе, 1966
- Російсько-таджицький термінологічний філософський словник. Душанбе, 1966. [співавт.]
- Зародження і розвиток філософського мислення. Душанбе, 1970
- Виникнення та становлення філософської думки. Душанбе, 1970
- Поняття матерії та проблема фізичної реальності (докторська дисертація). 1971
- Авіценна і світова цивілізація // Народи Азії та Африки. 1980. № 5
- Історичний прогрес соціалістичних націй. Москва, 1987. [співавт.]

## Нагороди і відзнаки
- два ордени Леніна
- орден Жовтневої Революції
- два ордени Вітчизняної війни І ст.
- два ордени Трудового Червоного Прапора
- орден Червоної Зірки
- орден «Знак Пошани»
- медаль «За трудову відзнаку»
- медаль «Ветеран праці»
- медаль «За оборону Ленінграда»
- медаль «За перемогу над Німеччиною у Великій Вітчизняній війні 1941—1945 рр.»
- медалі
- Заслужений діяч науки Таджицької РСР (1978)
- Міжнародна премія імені Джавахарлала Неру (1980)